# Le Grand Damier
Pour plus de détails, voir Fiche technique et Distribution.
Le Grand Damier (Night of the Quarter Moon) est un film américain réalisé par Hugo Haas et sorti en 1959.

## Synopsis
Un jeune homme retourne chez lui à San Francisco avec sa nouvelle épouse, mais sa famille a des réticences quand elle apprend qu'elle est métisse.

## Fiche technique
- Titre original : Night of the Quarter Moon
- Réalisation : Hugo Haas
- Scénario : Franklin Coen, Frank Davis
- Production : Metro-Goldwyn-Mayer
- Image : Ellis W. Carter
- Musique : Albert Glasser
- Montage : Ben Lewis
- Durée : 96 minutes
- Dates de sortie : 
  - États-Unis 4 mars 1959
  - France : 7 octobre 1960

## Distribution
- Julie London : Ginny O'Sullivan Nelson
- John Drew Barrymore : Roderic "Chuck" Nelson
- Anna Kashfi : Maria Robbin
- Dean Jones : Lexington Nelson
- Agnes Moorehead : Cornelia Nelson
- Nat King Cole : Cy Robbin
- Ray Anthony : The Hotel Manager
- Jackie Coogan : Desk Sergeant Bragan
- Charles Chaplin Jr. : Young Thug
- Billy Daniels : Headwaiter
- Cathy Crosby : Singer
- James Edwards : Asa Tully
- Arthur Shields : Captain Tom O'Sullivan
- Edward Andrews : Clinton Page
- Robert Warwick : Juge